# Zeddam
Zeddam est un village situé dans la commune néerlandaise de Montferland, dans la province de Gueldre.
Zeddam a été une commune indépendante pendant une courte durée au début du XIXe siècle. Le 1er janvier 1821, la commune fusionne avec Netterden et 's-Heerenberg pour former la nouvelle commune de Bergh.

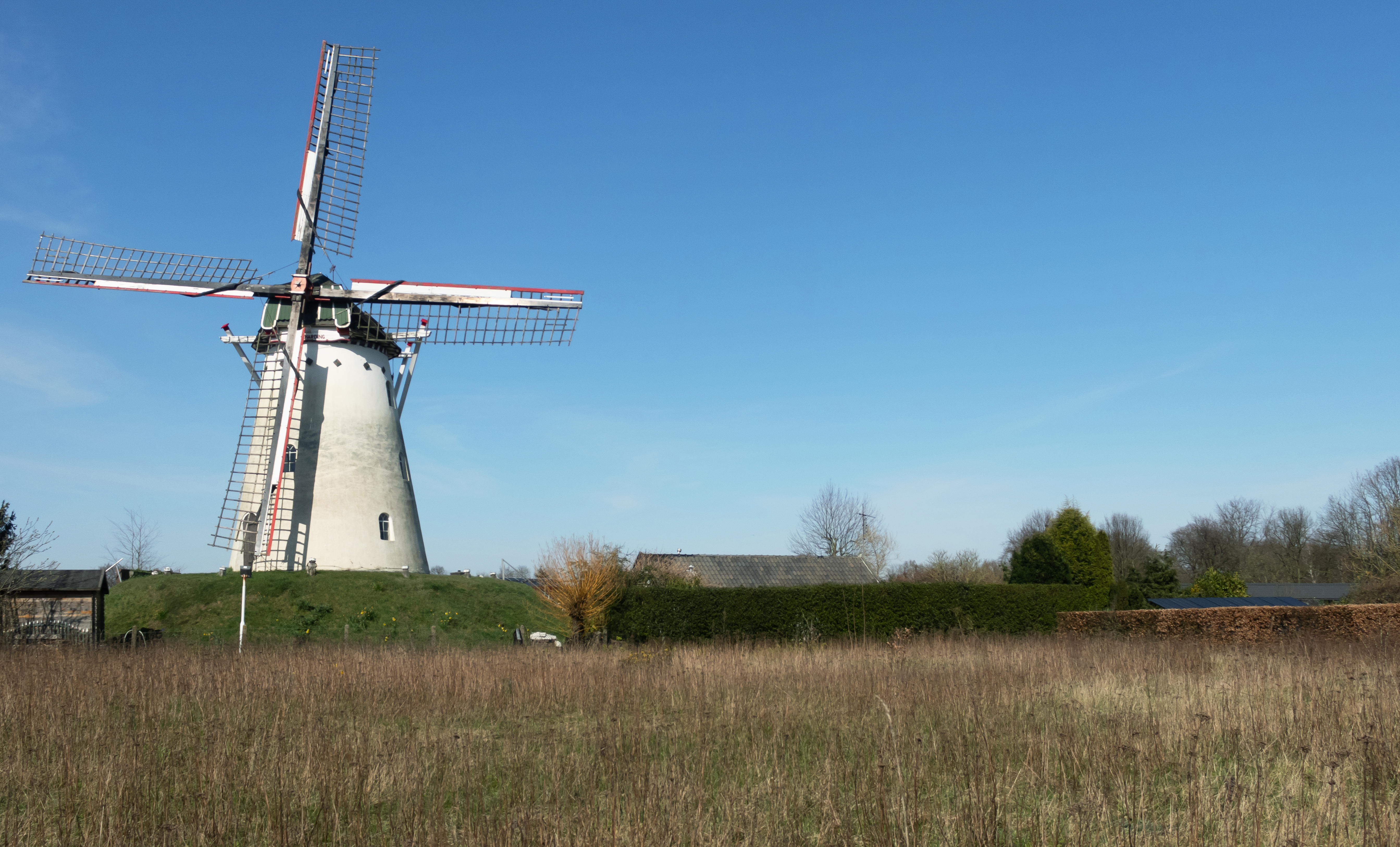
Moulin: korenmolen De Volharding

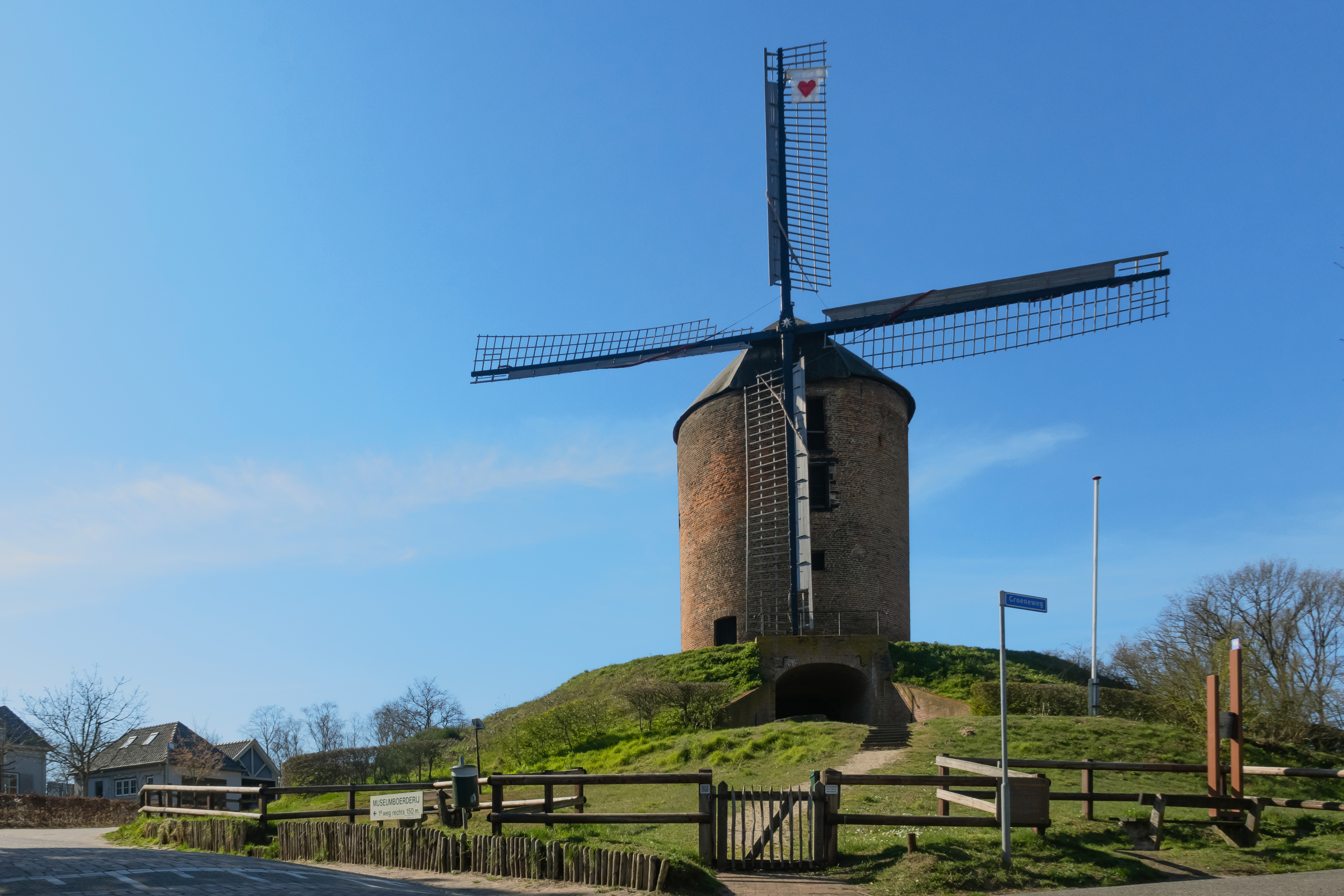
Moulin: de Grafelijke Korenmolen